# Sparassodonta
Die Sparassodonta oder Borhyaenoidea, deutsch manchmal als „Beutelhyänen“ bezeichnet, sind ausgestorbene fleischfressende Säugetiere aus der Stammgruppe der Beutelsäuger, die während weiter Teile des Känozoikums in Südamerika beheimatet waren.

## Merkmale
Die Sparassodonta zeigten in ihrem Körperbau oft Ähnlichkeiten mit den plazentalen Raubtieren, obwohl sie nicht mit diesen verwandt waren, sondern sich lediglich konvergent entwickelt haben. Dies zeigt sich beispielsweise in den Zähnen, wo die Backenzähne zu Reißzähnen ausgebildet waren. Die Eckzähne waren ebenso in analoger Weise vergrößert, bei späteren Formen wie Thylacosmilus waren sie derart verlängert, dass sie in verblüffender Weise an Säbelzahnkatzen erinnerten. Auch der kräftige Körperbau und die relativ kurzen Gliedmaßen mit den bekrallten Zehen stellen Anpassungen an die räuberische Lebensweise dar. Die Körpergröße war je nach Art variabel: Die kleineren Vertreter waren mit 80 Zentimetern einem Marder vergleichbar, während die größeren Sparassodonta die Ausmaße heutiger Großkatzen erreichten.

## Entwicklungsgeschichte
Die Sparassodonta lebten ausschließlich in Südamerika. Dieser Kontinent war während des größten Teils des Känozoikums von den anderen Erdteilen isoliert und so konnte sich dort eine völlig eigenständige Fauna entwickeln – vergleichbar mit der Situation in Australien. Neben zahlreichen Beutelsäugerfamilien gab es Südamerikanische Huftiere und etliche Nebengelenktiere. Die Nagetiere (Meerschweinchenverwandte) und die Primaten (Neuweltaffen) sind erst zu einem späteren Zeitpunkt (vermutlich im Oligozän) über den damals viel kleineren Atlantik treibend nach Südamerika eingewandert.
Es gab allerdings keine fleischfressenden Plazentatiere, sodass die ökologische Nische der Carnivoren ausschließlich von den Sparassodonta, den Terrorvögeln (Phorusrhacidae) und den terrestrischen Krokodilen der Familie Sebecidae besetzt wurde.
Die frühesten Vertreter sind aus dem unteren Paläozän bekannt und waren noch relativ urtümliche Tiere, im Eozän kam es dann zu einer großen Radiation. Die größte Artenvielfalt herrschte im Miozän, aus dieser Zeit sind mehr als 20 Gattungen der Sparassodonta bekannt. Danach kam es zum Niedergang dieser Tiergruppe, möglicherweise hervorgerufen durch die Radiation der Terrorvögel. 
Vor rund 2,5 Millionen Jahren schloss sich mit dem Isthmus von Panama die Landverbindung zwischen Nord- und Südamerika und es kam zu einem großen Faunenaustausch. Zahlreiche Tiergruppen, die bislang nur in Nordamerika beheimatet waren, wanderten in Südamerika ein. Zu diesem Zeitpunkt ist von den Sparassodonta nur mehr Thylacosmilus nachweisbar. Von den überlegenen Raubtieren wie Hunden und Katzen wurde auch diese Art bald verdrängt und die Sparassodonta starben aus.

## Systematik
Die verwandtschaftlichen Beziehungen der Sparassodonta sind nicht genau geklärt. Früher wurden sie wegen ihrer fleischfressenden Lebensweise in ein Naheverhältnis mit anderen carnivoren Beutelsäugern wie dem Beutelwolf oder den Raubbeutlern gestellt – die Ähnlichkeiten sind aber nur oberflächlicher Natur. Später wurden sie in die Überordnung der Ameridelphia gestellt, heute gelten sie als Stammgruppenvertreter der Beutelsäuger (Marsupialia) und werden zusammen mit diesen in das übergeordnete Taxon Metatheria gestellt.
Insgesamt sind sechs Familien der Sparassodonta bekannt:
- Mayulestidae, die urtümlichsten Vertreter
- Hathliacynidae
- Borhyaenidae, unter anderem mit dem bärenähnlichen Borhyaena
- Proborhyaenidae, dazu zählt mit Proborhyaena der größte Vertreter der Sparassodonta
- Prothylacinidae
- Thylacosmilidae, eine Gruppe mit säbelzahnkatzenähnlichen Eckzähnen, am bekanntesten in Thylacosmilus